# Геккерн, Луи
Луи-Якоб-Теодор ван Геккерн де Беверваард (нид. Jacob Derk Burchard Anne baron van Heeckeren tot Enghuizen, иначе Van Heeckeren van Beverweerd, 28 ноября 1792, Зютфен — 28 сентября 1884, Париж) — голландский дипломат. Получил звание барона Первой Французской империи в 1813 году. Приёмный отец Жоржа Дантеса; роль Геккерна в событиях, предшествовавших последней дуэли Александра Пушкина, не выяснена до конца.

## Биография
Один из девяти детей барона Эверта Фредерика ван Геккерна ван Энгхаюзена, голландского майора и придворного, и Хенриетте Йоханны Сузанны Марии, графини Священной Римской империи Нассау ла Лекка.
Свою карьеру Геккерн начал в качестве чиновника голландского флота, базировавшегося в Тулоне. Позже он служил Наполеону, который наградил его званием барона Империи. Примерно в то же время Геккерн принял католическую веру. Последовательно служил секретарём дипломатической миссии в Лиссабоне (1814), Стокгольме (1815—1817) и Берлине (1817—1822).
В 1822 году Геккерн стал поверенным в делах Голландии в Санкт-Петербурге. С 1826 года до мая 1837 года он был чрезвычайным посланником и полномочным министром при императорском дворе в Санкт-Петербурге. С июня 1842 года до октября 1875 года он был полномочным представителем при императорском дворе в Вене.
За дипломатические заслуги Геккерн был награждён рядом государственных орденов, в том числе Орденом Нидерландского льва, а в 1872 году был удостоен почётного пожизненного звания государственного министра.

## Геккерн и Дантес
Геккерн никогда не состоял в браке. В начале 1830-х годов он познакомился с Жоржем Дантесом, сыном эльзасского помещика, служившим в то время в России. В результате переписки с родным отцом Дантеса и личной встречи с ним Геккерн добился согласия на усыновление Жоржа. Соглашение на усыновление от короля Голландии было получено 5 мая 1836 года, Дантес принял имя Жорж Шарль де Геккерн Дантес.
Некоторые из исследователей считают (опираясь на слова друзей Дантеса, в том числе князя А. В. Трубецкого), что барон и Дантес находились в гомосексуальной связи. Издатель переписки Дантеса и Геккерна Серена Витали утверждает, что Геккерн был гомосексуал, а его отношения к Дантесу она определяет термином «свойственное всем гомосексуалам желание быть отцом» (фр. paternade).

## Геккерн в культуре
Кинематограф
- «Поэт и царь» (1927), режиссёр В. Гардин; Барон Геккерн — Валерий Плотников;
- «Последняя дорога» (1986), режиссёр Л. Менакер; Барон Геккерн — Иннокентий Смоктуновский;
- «Пушкин. Последняя дуэль» (2006), режиссёр Н. Бондарчук; Барон Геккерн — Сергей Ражук.